# Espino (Lares)
Espino es un barrio ubicado en el municipio de Lares en el estado libre asociado de Puerto Rico. En el Censo de 2010 tenía una población de 1695 habitantes y una densidad poblacional de 205,15 personas por km².

## Geografía
Espino se encuentra ubicado en las coordenadas 18°16′31″N 66°53′59″O / 18.27528, -66.89972. Según la Oficina del Censo de los Estados Unidos, Espino tiene una superficie total de 8,26 km², que corresponden todos a tierra firme.

## Demografía
Según el censo de 2010, había 1695 personas residiendo en Espino. La densidad de población era de 205,15 hab./km². De los 1695 habitantes, Espino estaba compuesto por el 91,86% blancos, el 2,71% eran afroamericanos, el 0,12% eran asiáticos, el 4,37% eran de otras razas y el 0,94% pertenecían a dos o más razas. Del total de la población el 99,41% eran hispanos o latinos de cualquier raza.